# Стазе славе
Стазе славе (енгл. Paths of Glory) јесте амерички антиратни филм из 1957. редитеља и косценаристе Стенлија Кјубрика. Заснован је на истоименом роману Хамфрија Коба. Радња филма је смештена у Француској током Првог светског рата. Главни лик је пуковник Дакс (Кирк Даглас) чији један део војника одбија да крене у самоубилачки поход на упориште које држе Немци. Војнике потом Дакс брани на војном суду, покушавајући да докаже њихову невиност.
Филм је рађен у продукцији кућа Bryna Productions (чији је оснивач био управо Даглас) и Harris-Kubrick Pictures (чији су оснивачи били Кјубрик и продуцент Џејмс Б. Харис). Иако је добио позитивне рецензије критичара, филм је у Француској, али и низу европских држава, наишао на негативне реакције, које су пре свега биле усмерене на филмски пацифиситички и антимилитаристички призвук. Иако Француска никада није званично забранила филм, у њој је његово приказивање дозвољено тек 1975.
Конгресна библиотека је 1992. изабрала Стазе славе за чување у Националном регистру филмова Сједињених Држава као остварење од културног, историјског и естетског значаја.

## Радња
Радња филма почиње са нараторским описом ратног стања до 1916. године у Првом светском рату. Одмах након тога следи сцена у којој генерал Жорж Брулар износи предлог свом подређеном, генералу Полу Мироу да пошаље своју војску у напад на брду које носи назив „Мравињак” и да би га тај потез генерала Мироа довео до унапређења. Генерал Миро у почетку такав предлог одбија, наводећи да је такав поход у старту погубан за француску војску. Али генерал Миро потпада под понуду свог надређеног генерала, у којој између осталог стоји и потенцијално унапређење. Упркос неодобравању, пуковник Дакс је морао да се покори наредби надређеног, иако је и сам знао да ће губици по француску војску бити велики.
Током извиђачке мисије, непосредно пре напада, пијани поручник по имену Роже, шаље једног од двојице скаута да извиди ситуацију и истраживајући један напуштени бункер, уплашен због непријатеља, баца бомбу на бункер, не проверавајући стање једног од његових скаута. Други скаут проналази тело свог саборца, са јасним последицама од бомбе. Када се вратио у бункер, оптужује поручника Рожеа, али он тај навод покушава да одбаци као неоснован, али када му преживели скаут Пари јасно ставља до знања да је видео последице погибије свог саборца, поручник покушава да фалсификује његов извештај.
Напад на немачке позиције, на брду званом „Мравињак”, почев од првог таласа војника, на челу са пуковником Даксом, се завршава са великом катастрофом. Други талас војника одбија да нападне немачке положаја суочавајући се са губицима првог таласа француских војника. Они остају у рововима. Незгодни генерал Миро наређује да се отвори ватра на француске положаје који су били немоћни пред немачком ватром. Командант артиљерије одбија да то учини, чак и после претње генерала, који је сматрао кукавичлуком, понашање својих војника. Дакс се у међувремену враћа у ров покушавајући да покрене други талас француских војника, али безуспешно.
Да би скинули љагу са имена француске војске, генерал Миро одлучује да се стреља 100 војника за кукавичлук. Генерал Брулар га убеђује да се смањи број на три војника, које ће изабрати сваки вод посебно. Скаут Пари бива изабран, због поручника Рожеа, који настоји да спречи његово излагање и сведочење о поступцима Рожеа у извиђачкој мисији. Затим је изабран Ферол, јер је „друштвено непожељан”. Последњи од тројице изабраних је Арно, који је изабран насумично путем жреба, иако је одликован више пута, због својих храбрих поступака у пређашњим биткама.
Пуковник Дакс покушава да одбрани своје људе, па представља личног браниоца за оптужене на војном суду. На његову несрећу суд је права фарса, упркос сјајној одбрани у уверљивим речима, овај суд је био све само не објективан. У последњој речи, Дакс оспорава аутентичност и праведност „преког суда”, и каже: „Господо у суду, ови невини људи ће вас прогањати до ваше смрти”. Сва тројица су осуђена на смрт.
Касније, Дакс, схватајући разлоге за које је Пари одабран да буде погубљен, именује поручника Рожеа да погуби ове људе. Упркос, перманетном одбијању и настојању да пуковника Дакса убеди да он није способан да то учини, Дакс му наређује да то мора учинити он по сваку цену. Капетан Русо, командант артиљерије, који је дан раније одбио да изврши наредбу од стране генерала Мироа, стиже да јави пуковнику Даксу о ономе шта је генерал покушавао да учини. Те вести од стране пуковника Дакса стиже до генерала Брулара.
Следећег јутра, тројица мушкарца осуђених на смрт изведена су у двориште пред свитом војске, и осморицом војника који би требало да их стрељају. Роже се извињава Парију за оно што му је направио. Сва тројица су стрељања потом, а затим и сахрањена.
Након егзекуције, генерал Брулар доручкује са Мироом. Дакс улази затим у дворану, на позив генерала Брулара. Брулар открива генералу Мироу да ће због навода о његовој наводној „наредби” спровести истрагу против њега. Миро са страшним негодовањем то прима, и љутито напушта дворану. Потом, Брулар нуди Даксу унапређење, које овај, реагујући жустро, одбија. Генерал исмева Дакса, тврдећи да је он изузетно оштроуман, али и да је сентименталиста и идеалиста. Дакс оштро напада генерала Брулара, сматрајући га одговорним за многе неправде које су начињене.
Дакс, после напуштања дворане, чује буку, која је допирала из механе. На сцени се налазила млада заробљена Немица, а публика (војници) је дочекује погрдним узвицима и псовкама, али када она започне песму, занемели војници, у неверици посматрају младу Немицу; неки су били толико узрујани да су чак и плакали. Дакс одлази не обавестивши људе да им је наређено да се врате на фронт.

## Улоге
| Глумац          | Улога                     |
| --------------- | ------------------------- |
| Кирк Даглас     | пуковник Дакс             |
| Ралф Микер      | каплар Филип Пари         |
| Адолф Менжу     | генерал-мајор Жорж Брулар |
| Џорџ Макреди    | бригадни генерал Пол Миро |
| Вејн Морис      | поручник Роже             |
| Ричард Андерсон | мајор Сен-Обан            |
| Џо Теркел       | редов Пјер Арно           |
| Сузан Кристијан | немачка певачица          |